# Kanał Policki
Kanał Policki – kanał wodny w Dolinie Dolnej Odry, biegnący równolegle do rzeki Odry w jej ujściowym odcinku. Znajduje się w woj. zachodniopomorskim, w całości w granicach miasta Police.
Wody kanału mają status morskich wód wewnętrznych i są administrowane przez Urząd Morski w Szczecinie.

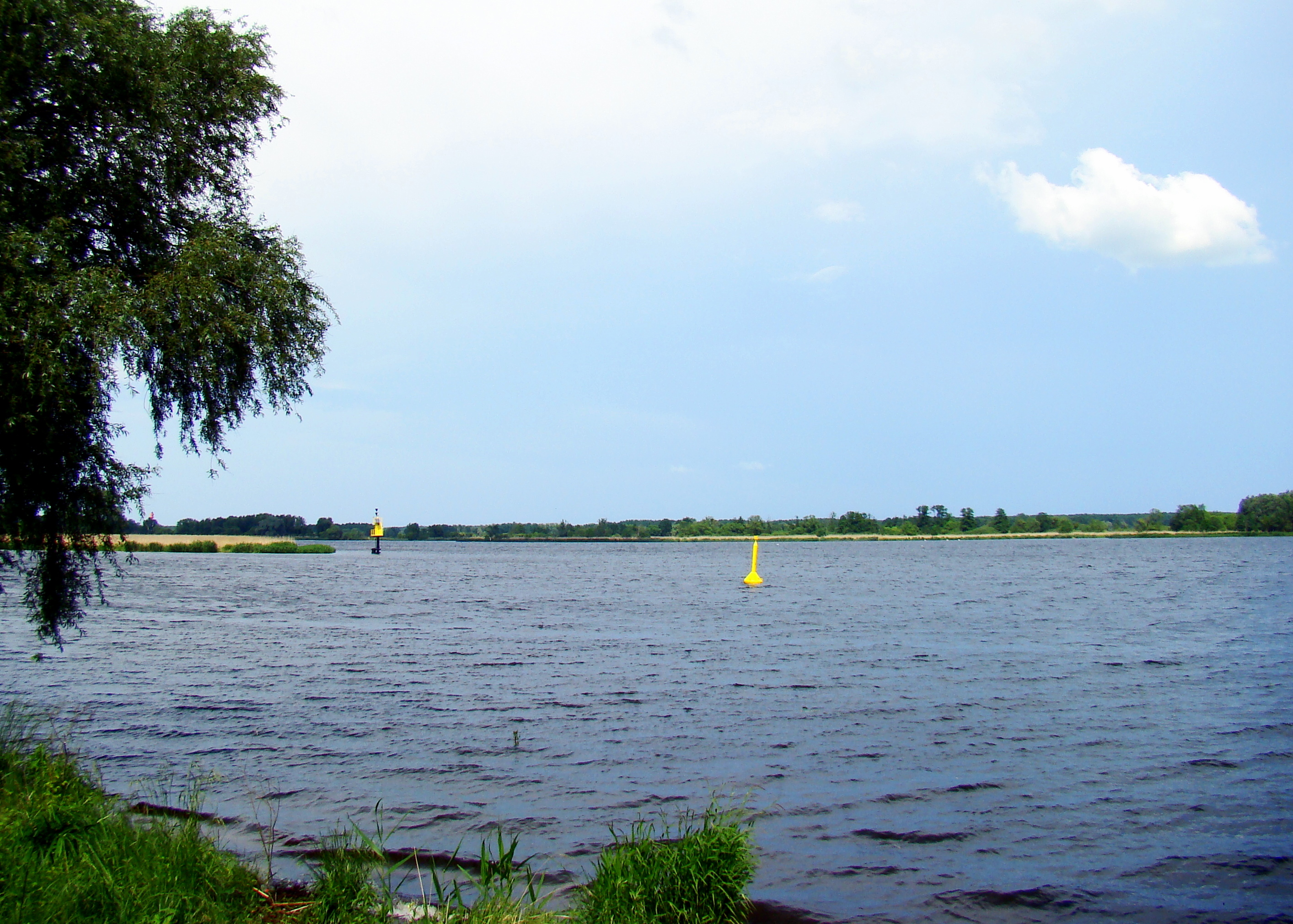
Odra na południe od wyspy Długi Ostrów, gdzie rzeka rozdziela się na Szeroki Nurt oraz Kanał Policki

Kanał Policki oddziela się od Odry przy południowym cyplu wyspy Długi Ostrów. Biegnie równolegle do Odry po jej lewej stronie. Kanał płynie dalej przy wyspie Mały Karw, gdzie ma wąskie połączenia z Odrą. Następnie wschodni brzeg stanowi wyspa Wielki Karw. Kanał Policki łączy się z Odrą, ok. 1 km przed umownym ujściem rzeki.
Na zachodnim brzegu Kanału Polickiego znajduje się port morski Police. Nad samym brzegiem znajdują się 2 funkcjonalne stanowiska: do wyładunku surowców oraz stanowisko nawozowe, gdzie załadowuje się produkty Zakładów Chemicznych Police.
Kanał został objęty specjalnym obszarem ochrony siedlisk „Ujście Odry i Zalew Szczeciński”.
W 1949 r. wprowadzono urzędowo nazwę Wąski Nurt, zastępując poprzednią niemiecką nazwę Enge Strewe. W 2006 r. Komisja Nazw Miejscowości i Obiektów Fizjograficznych ustaliła nazwę Kanał Policki.